# 002 Hymns
002 Hymns (reso graficamente come #002 Hymns) è il quinto EP del musicista italiano Dardust, pubblicato il 25 febbraio 2022 dalla Masterworks.

## Descrizione
Si tratta del secondo dei quattro EP che hanno anticipato il quinto album Duality e contiene i due brani originariamente eseguiti dall'artista durante la cerimonia di chiusura dei XXIV Giochi olimpici invernali svoltisi a Pechino, Forget to Be e Inno (prologo). Come quanto operato con il precedente 001 Coordinate, il primo pezzo è puramente elettronico mentre il secondo è stato eseguito interamente al pianoforte.

## Tracce
Testi e musiche di Dardust.
1. Forget to Be – 2:51
2. Inno (prologo) – 2:43

## Formazione
Hanno partecipato alle registrazioni, secondo le note di copertina di Duality:
Musicisti
- Dario Faini – voce, elettronica, sintetizzatore, programmazione e dubbing (traccia 1), pianoforte (traccia 2)

Produzione
- Dardust – produzione
- Taketo Gohara – supervisione artistica (traccia 1), produzione (traccia 2)
- Niccolò Fornabaio – registrazione (traccia 1)
- Vanni Casagrande – assistenza alla programmazione e al dubbing (traccia 1)
- Irko – missaggio e mastering (traccia 1)
- Davide Dell'Amore – assistenza alla registrazione (traccia 2)
- Francesco Donadello – missaggio (traccia 2)
- Egidio Galvan – mastering (traccia 2)